# 니콜라 칭가레티

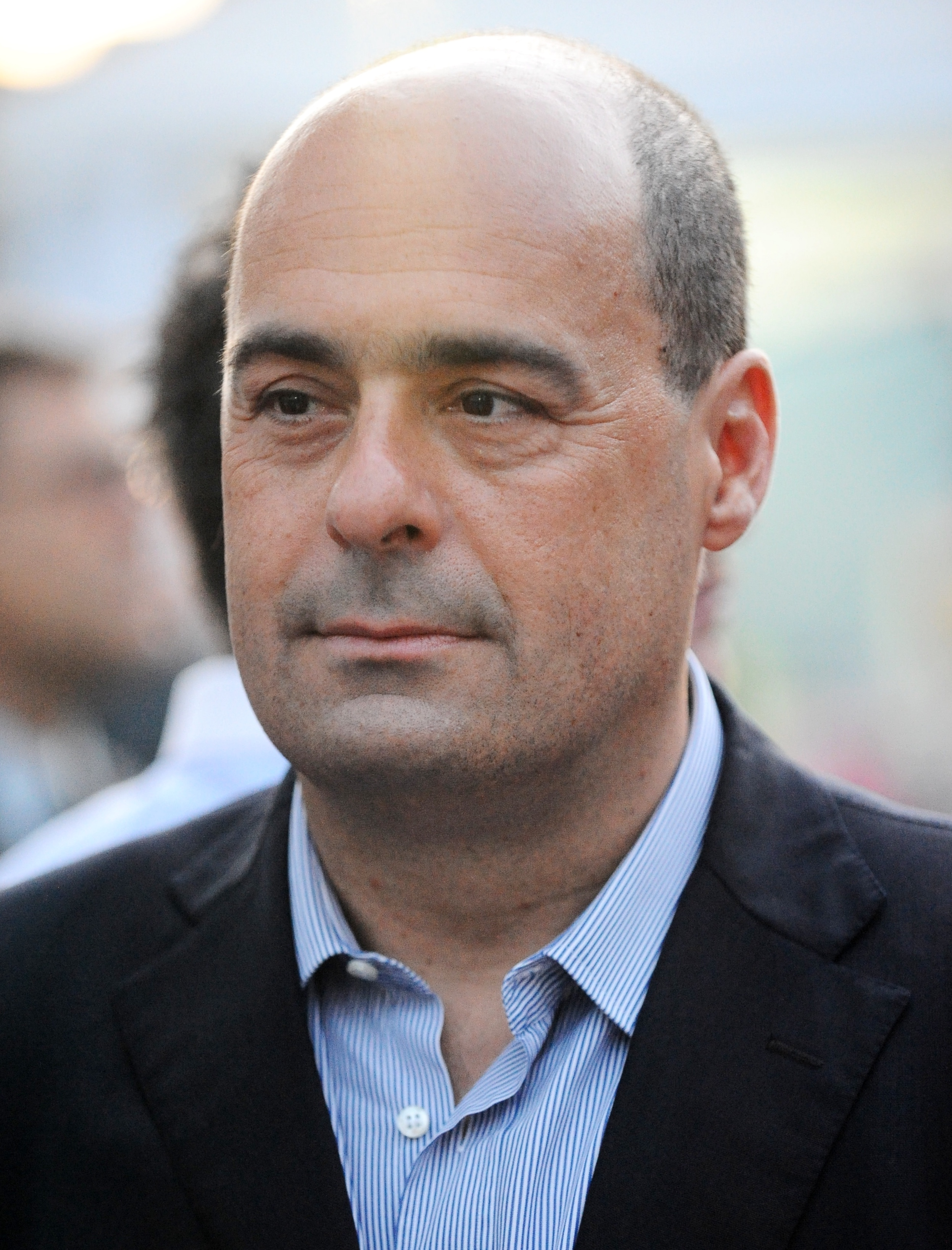

니콜라 칭가레티(이탈리아어: Nicola Zingaretti, 1965년 10월 11일 ~ )는 이탈리아의 정치인으로, 2013년부터 라치오주의 주지사직을, 2019년부터 민주당의 총서기를 지내고 있다.
1990년대 좌파청년단(좌파민주당의 청년기구) 전국총서기 및 사회주의청년국제연합의 대표직을 지낸 유럽의 주요 청년 정치인 중 하나였으며, 2004년 중도좌파 연합인 올리브나무 소속으로 유럽의원에 당선되었다. 2008년부터 2013년까지 로마도지사를 역임했다.
사회민주주의자이며 당내 좌파 인사 중 하나로 꼽힌다. 그는 또한 5년 임기를 마치고 처음으로 연임에 성공한 라치오 주지사이다.